# Veluwe

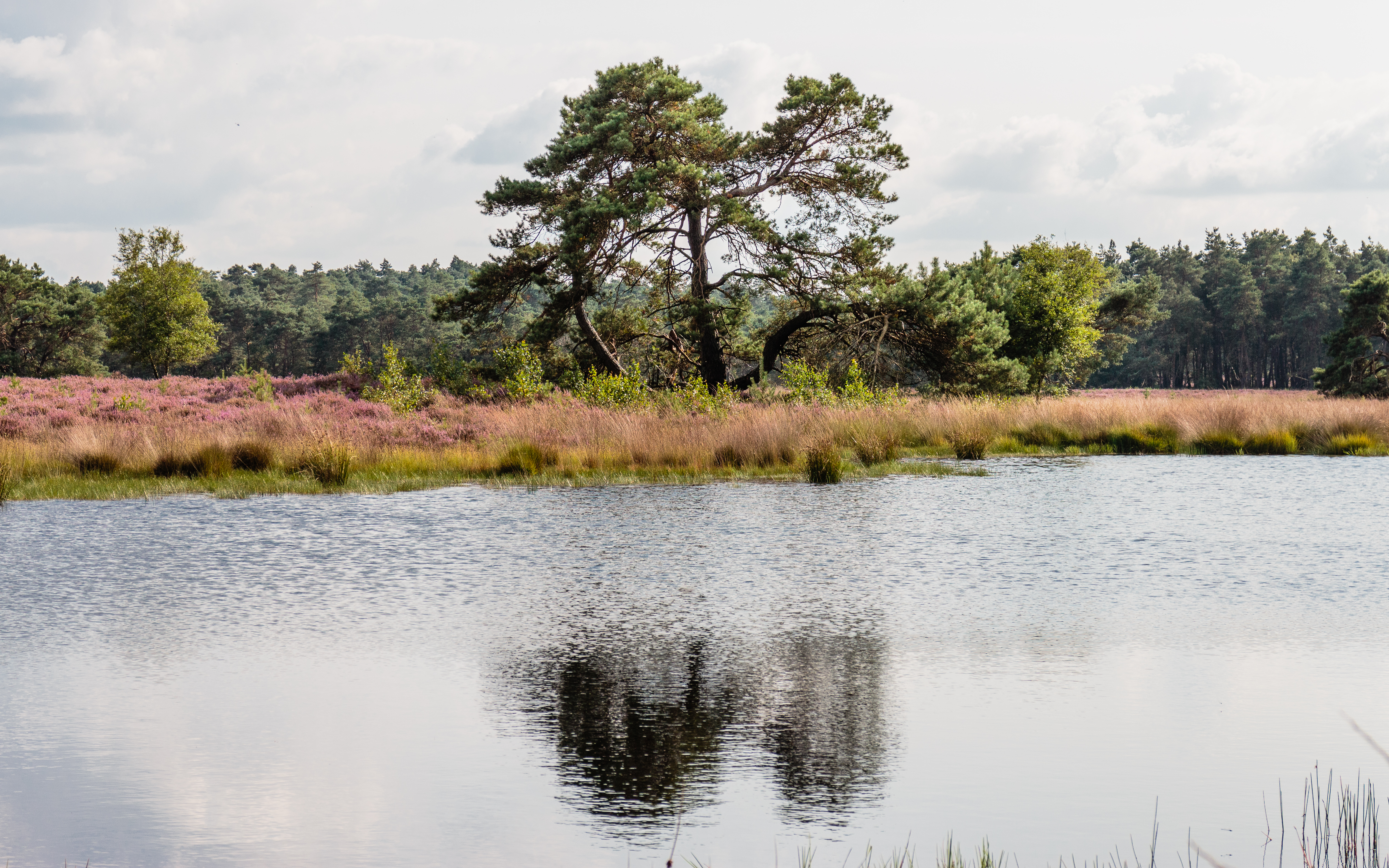
Tongerense Heide

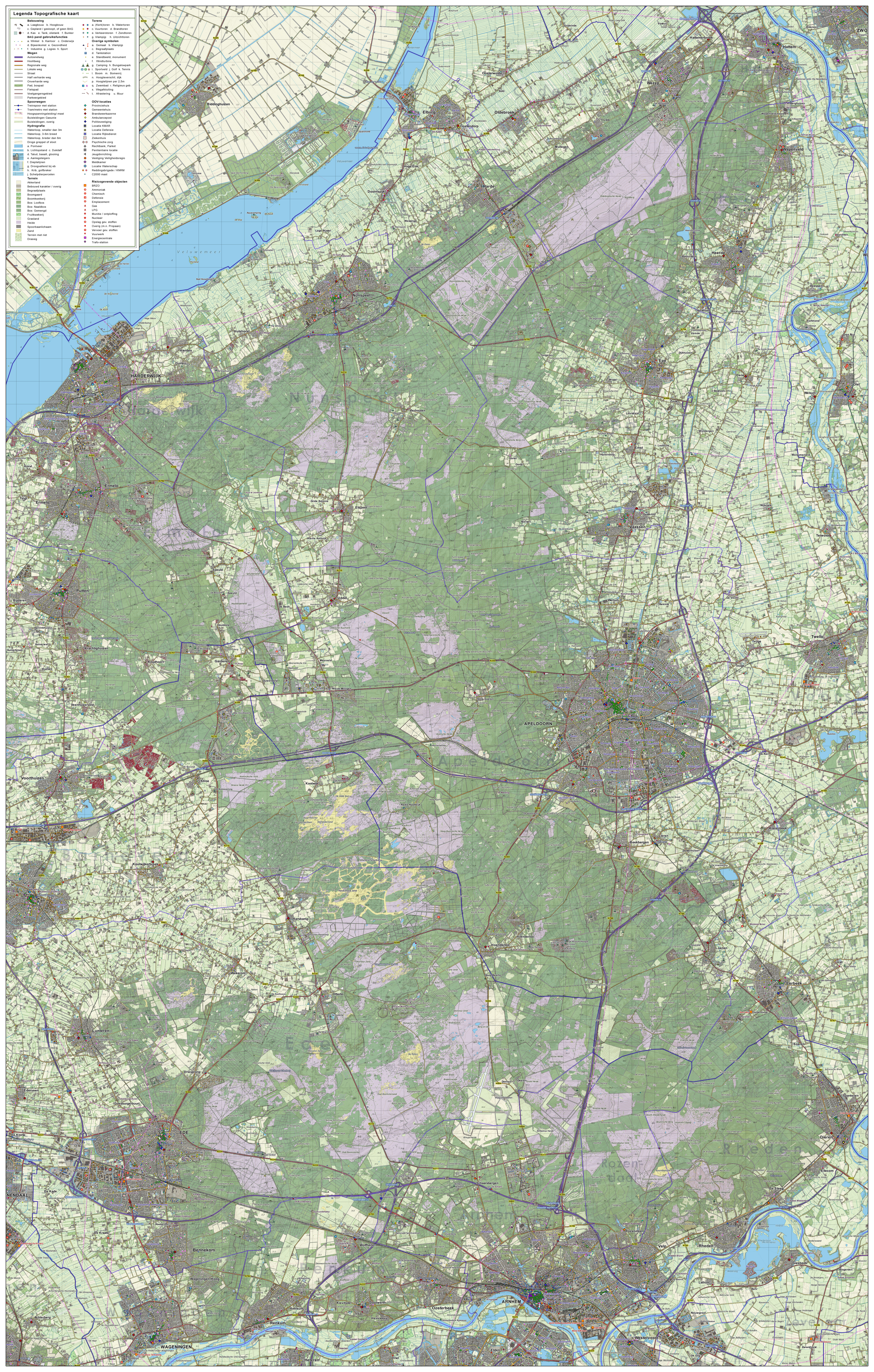
Veluwe, topografie met schaduwreliëf, 2011

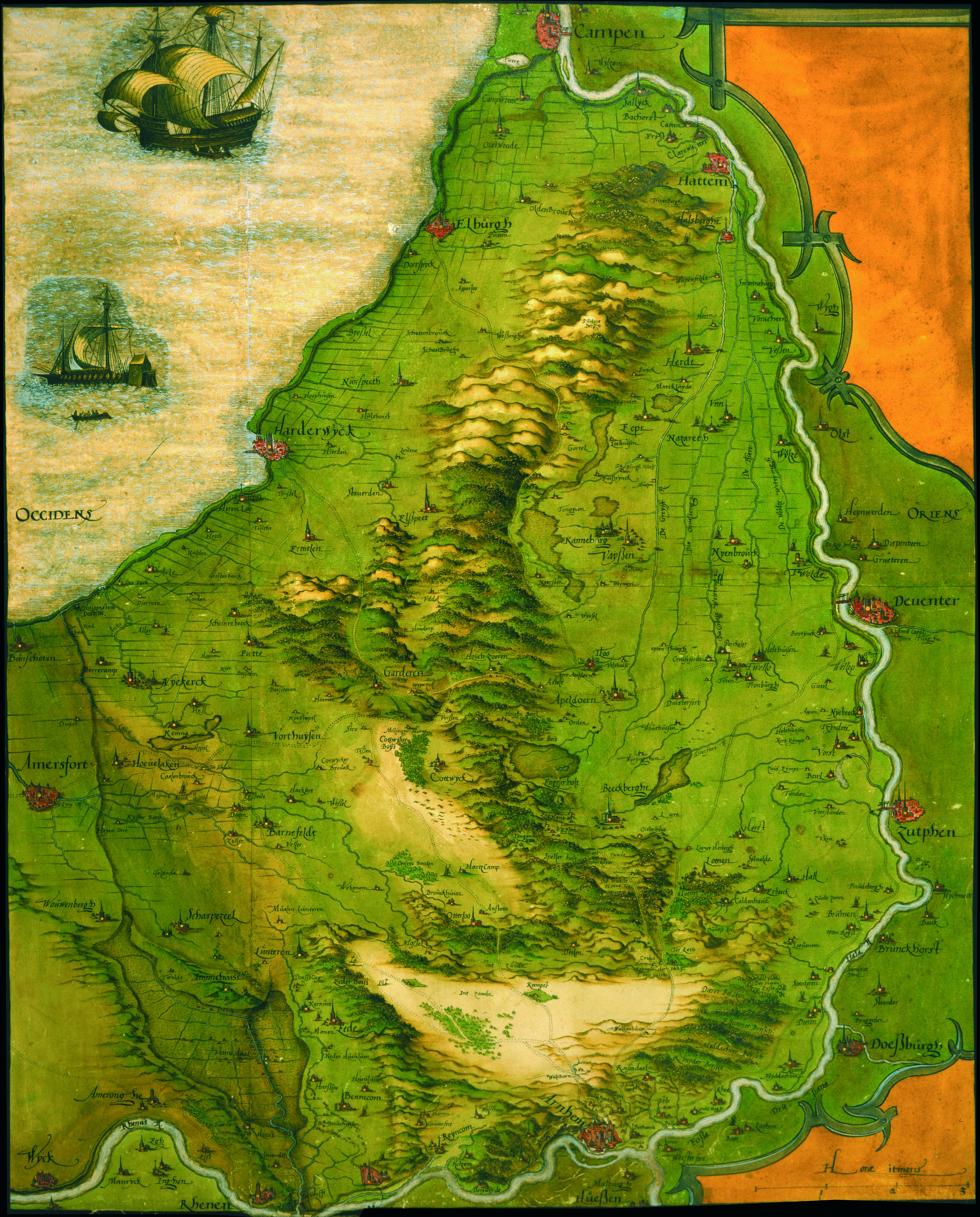
Veluwe, 1573

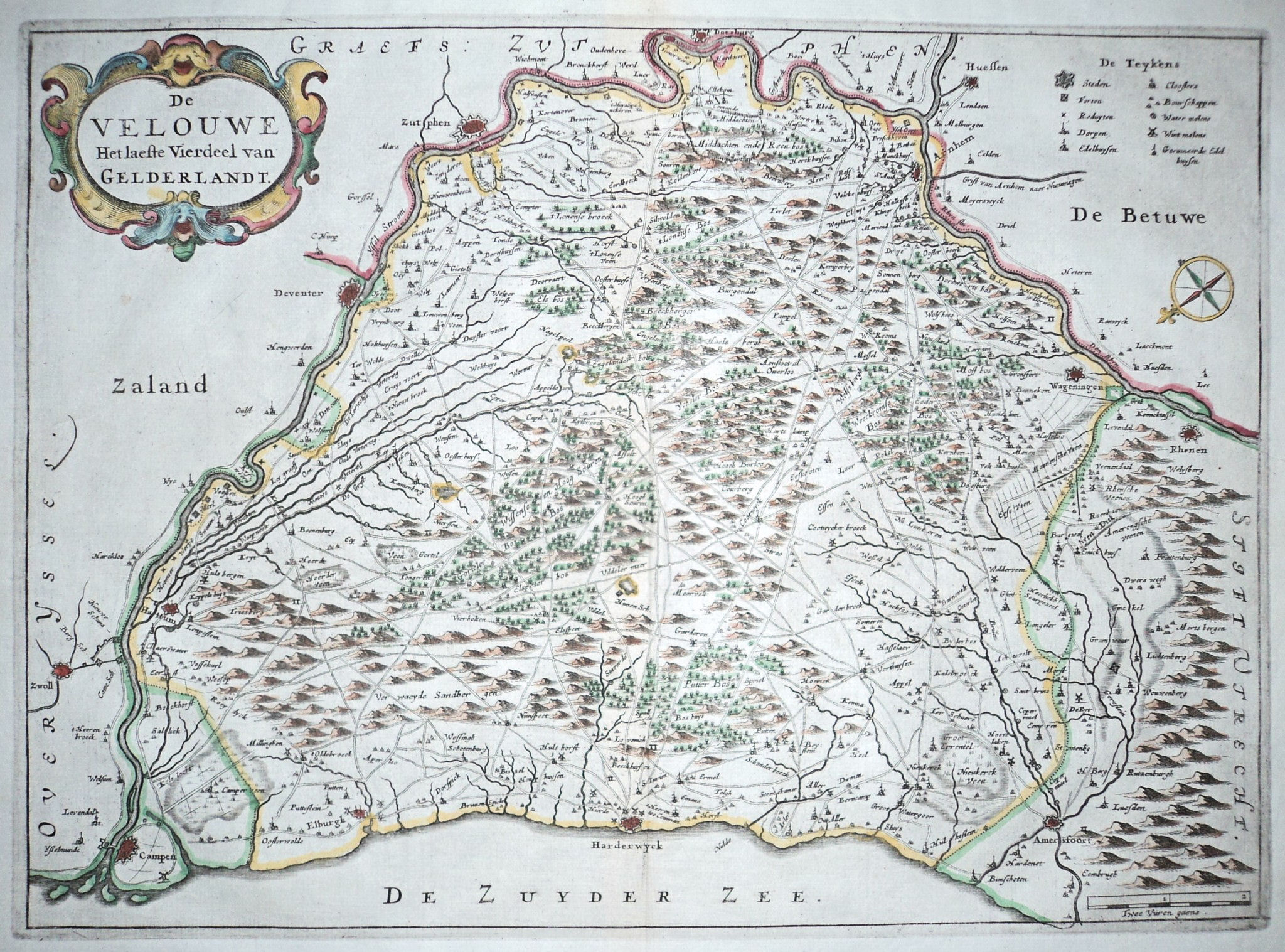
Veluwe, 1654

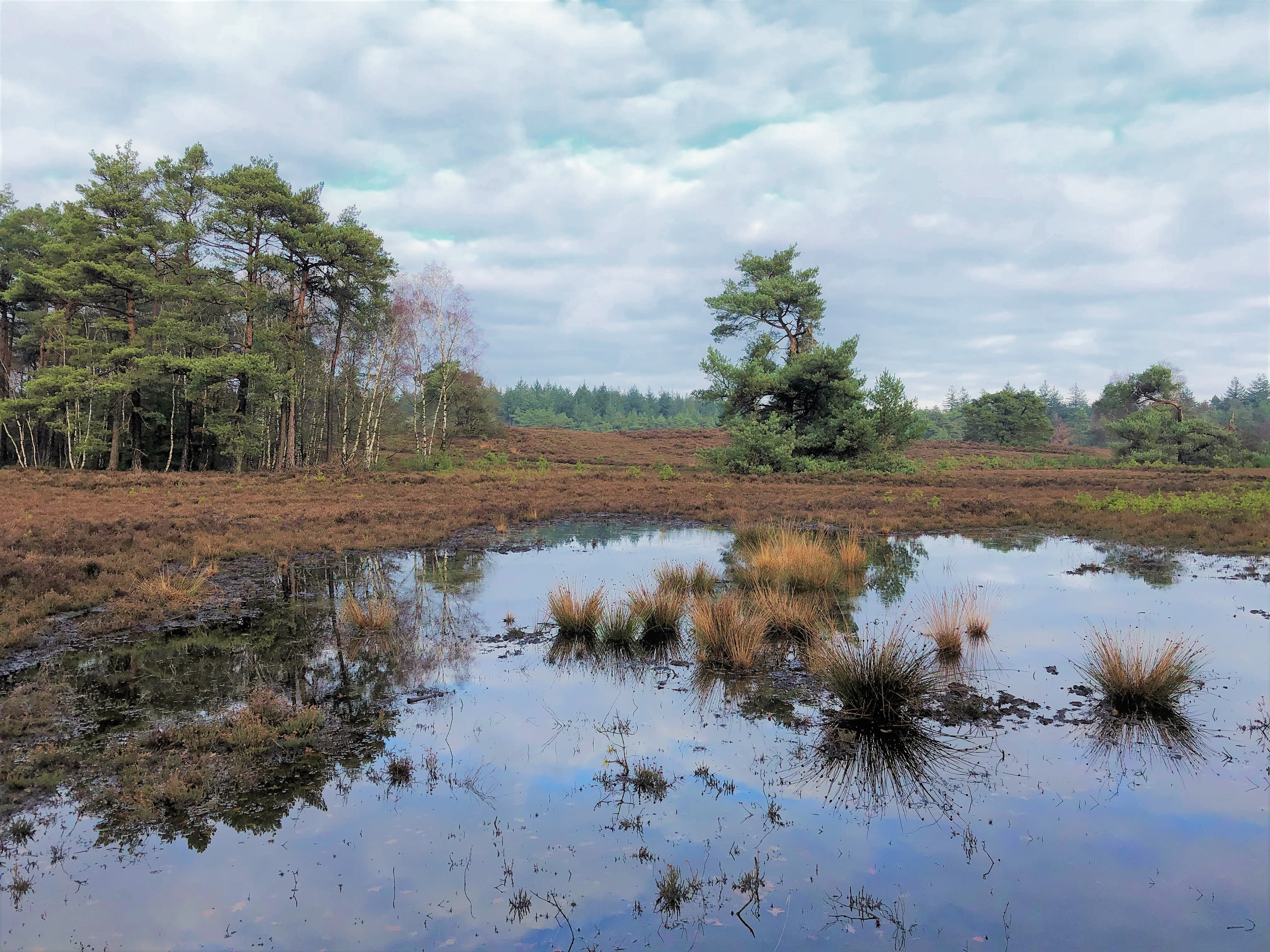
Een ven op de Hooge Heide, bij Epe

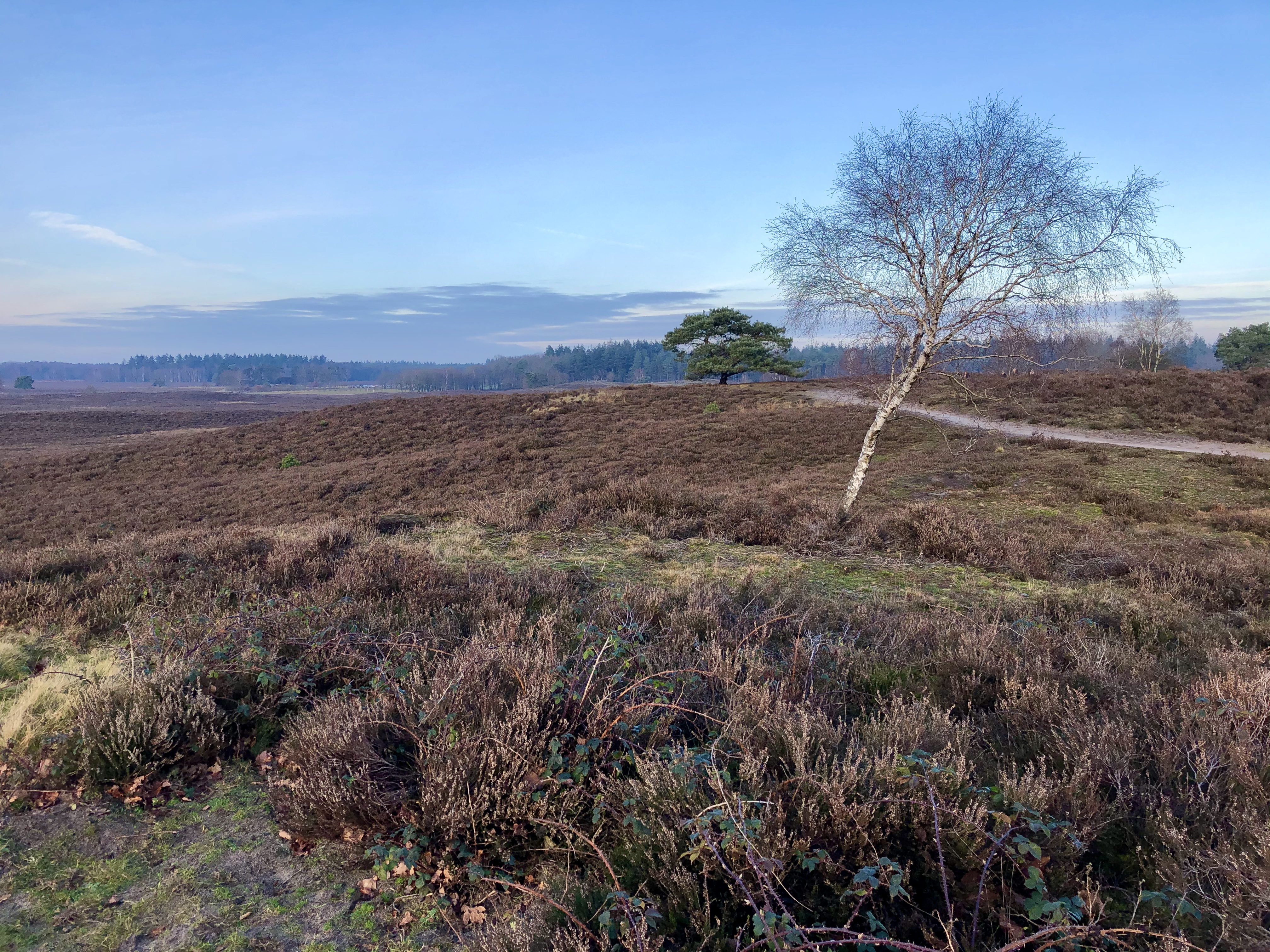
Heide op de Renderklippen bij Heerde.

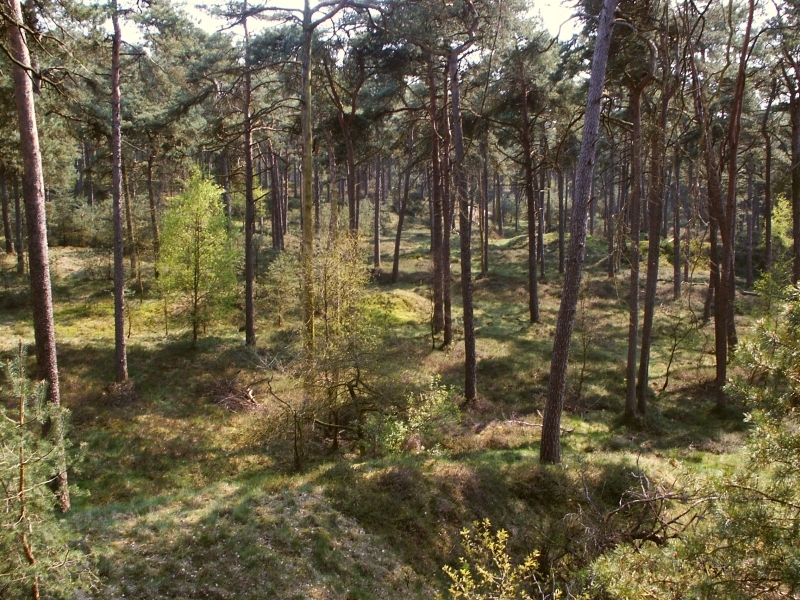
Bossen op de Veluwe

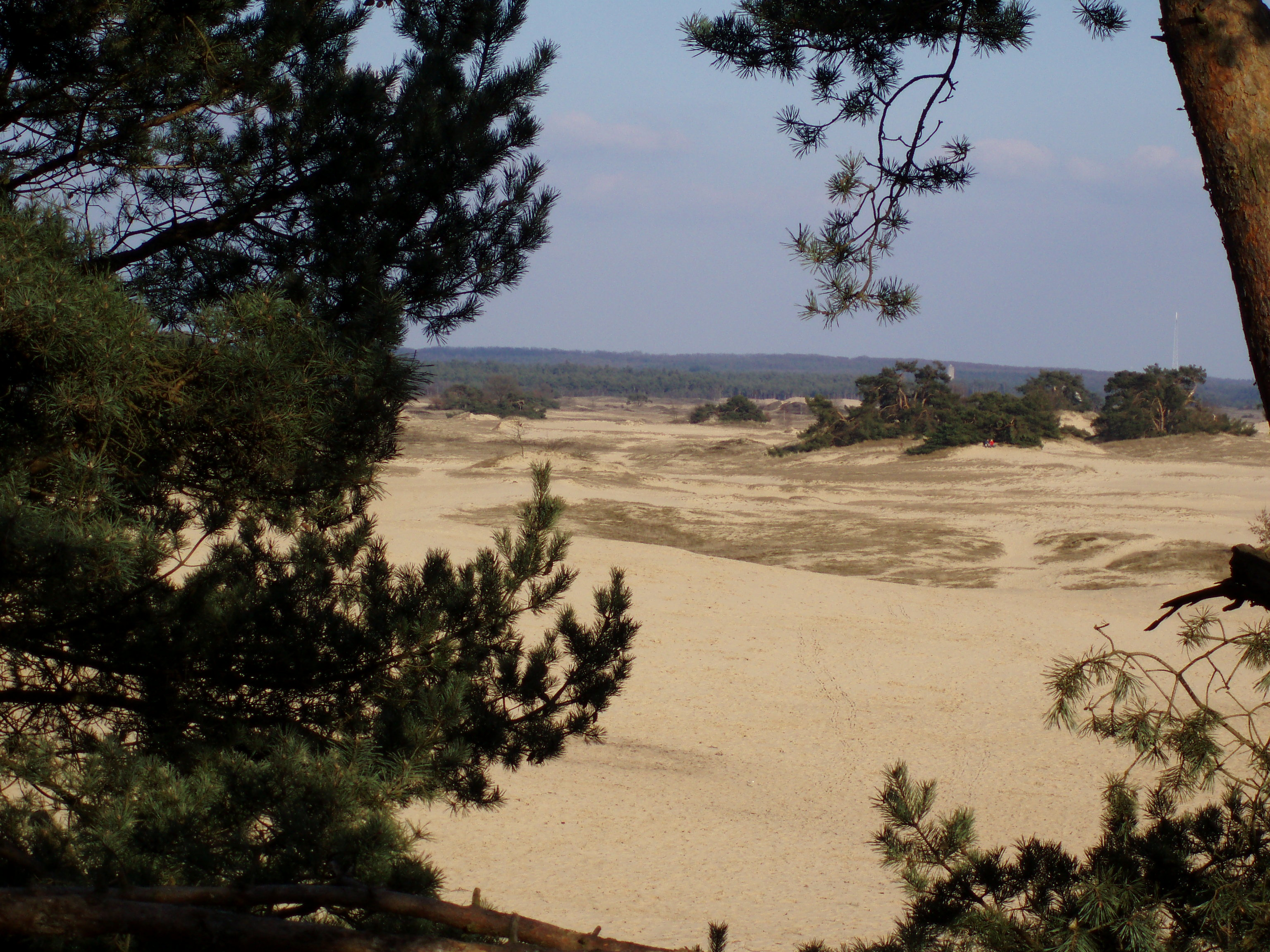
Veluwse zandverstuiving met bos nabij Radio Kootwijk

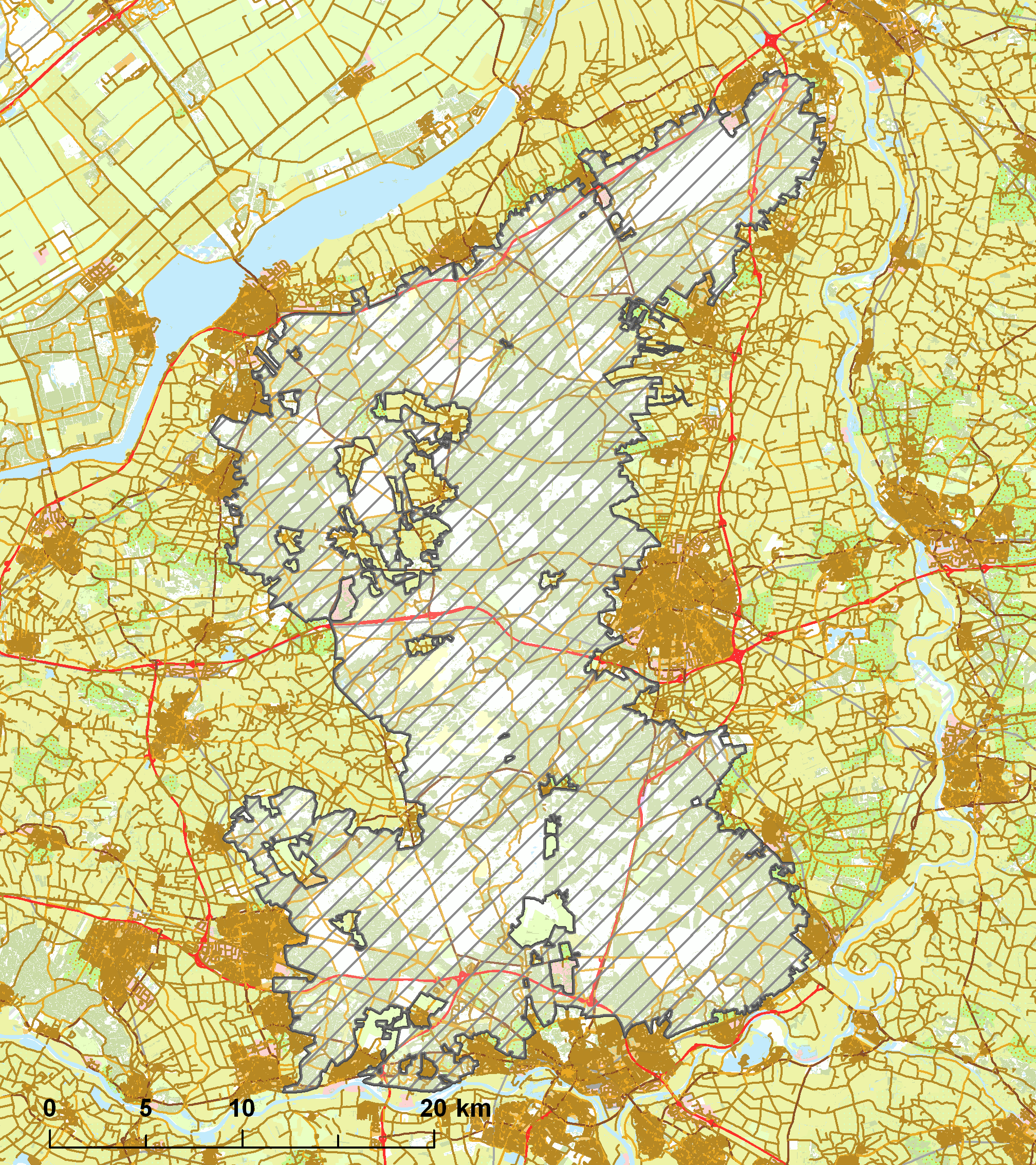
Natura 2000 gebied

Veluwe in verschillende definities

De Veluwe is een overwegend beboste landstreek in de Nederlandse provincie Gelderland,  en een COROP-gebied en een voormalig kwartier en landdrostambt van het hertogdom Gelre.
De Veluwe meet ongeveer 1.000 km². In tegenstelling tot het oude kwartier heeft de Veluwe geen duidelijk gedefinieerde vaste grenzen. Globaal gezien ligt de regio ingesloten tussen het IJsseldal, de Veluwerandmeren, de Nederrijn en de Gelderse Vallei. Een gebied met een oppervlakte van 912 km² is aangemerkt als Natura 2000-gebied.
Grote delen van de Veluwe bestaan uit stuwwallen uit de Saale-ijstijd. Ten noorden van Rheden, in het Nationaal Park Veluwezoom ligt bij het Rozendaalsche veld het Signaal Imbosch, dat met 110 m het hoogste punt van de Veluwe, de hoogste stuwwal van Nederland en het hoogste punt van Nederland buiten Zuid-Limburg en Caribisch Nederland is. Met 107 meter komt de Torenberg vlak bij Apeldoorn op de tweede plaats.
In het noorden van de Veluwe liggen onder andere het stuifzandgebied Leuvenhorst en het Leuvenumse Bos; ter hoogte van Apeldoorn bevindt zich Kroondomein Het Loo, dat met 10.400 hectare het grootste landgoed in Nederland is. Het Nationaal Park De Hoge Veluwe is gelegen in het zuidwesten van de Veluwe en beslaat met 5.400 hectare minder dan een twintigste deel van de Veluwe.

## Ontstaan
Grote delen van de Veluwe bestaan uit stuwwallen, die zo'n 150.000 jaar geleden ontstaan zijn in de voorlaatste ijstijd, het Saalien. Voorafgaand aan de ijsbedekking hadden grote rivieren daar dikke lagen zand en grind met dunnere lagen klei afgezet. Deze afzettingen zijn gevormd door de Rijn en Maas, maar ook door rivieren vanuit het oosten (onder andere door het zogenaamde eridanos riviersysteem). Toen in het Saalien, het ijs tot dit deel van Nederland oprukte werden deze rivierafzettingen opgestuwd in hoge stuwwallen, zoals op de Veluwe.
In het zuiden van de Veluwe, bij Schaarsbergen, ontstond aan de voorkant van het ijs een grote sandrvlakte door sediment uit het smeltwater. Op deze sandrs zijn ook zwerfkeien te vinden die meegespoeld zijn met het smeltwater uit de ijskap. Ten zuiden van Harderwijk en bij Nunspeet ontstond tussen het ijs en de gevormde stuwwallen een glaciaal meer, waar zandige en kleiige glaciolacustriene afzettingen gevormd waren.
In de laatste ijstijd (het Weichselien) kwamen de gletsjers niet tot in Nederland, maar was de bodem wel permanent bevroren (permafrost). Door de toen heersende harde winden werden lagen dekzand afgezet, met name aan de flanken van de Veluwe.
Boven op de Veluwe vond erosie plaats in deze koude periode. Door de aanwezigheid van permafrost in het voorjaar kon smeltwater van de sneeuw niet makkelijk in de ondergrond infiltreren. Het gevolg was dat het water zich ging concentreren in stromen en de ondergrond ging eroderen waardoor de sneeuwsmeltwaterdalen (of droge dalen) gevormd werden.
Toen het klimaat warmer werd, in het Holoceen, raakte de Veluwe bebost, maar in de Middeleeuwen zorgde de mens voor ontbossing. Grootschalige boskap voor de ijzerindustrie die veel houtskool gebruikte, zorgde samen met intensieve landbouw ervoor dat de wind in de Middeleeuwen vat kreeg op de arme zandgronden. Hierdoor ontstonden grote zandverstuivingen en werden er stuifduinen gevormd. Hierdoor trok de bevolking weg van de Veluwe. Door de boskap is er geen oerbos bewaard gebleven, een groot deel van de huidige Veluwse bossen is aangeplant ten gunste van de houtproductie. Pas tegen het eind van de negentiende eeuw kwam de regio weer in trek en groeide de bevolking weer, met name langs de randen van de Veluwe en rondom Apeldoorn.

## Biotopen
De Veluwe bestaat overwegend uit loofbos en naaldbos. Daarnaast liggen er grote zandverstuivingen en heidevelden. Ook is er landbouwgrond en stedelijk gebied. Er lopen verschillende beken door het gebied en er zijn diverse vennen.

### Zandverstuivingen
Omdat zandverstuivingen elders in Europa zeldzaam zijn geworden, gelden die op de Veluwe als zeer waardevol. Het Kootwijkerzand is met een omvang van 350 ha het grootste stuifzand. Enkele andere voorbeelden zijn het Harskampse Zand, het Mosselse Zand, het Hulshorsterzand en het Wekeromse Zand. Soorten die in de hier heersende extreme omstandigheden kunnen overleven zijn bijvoorbeeld plomp bekermos (Cladonia borealis), wrattig bekermos (Cladonia monomorpha) en stuifzandkorrelloof (Stereocaulon condensatum). Tot de fauna in dit milieu behoren de duinpieper, de blauwvleugelsprinkhaan (Oedipoda caerulescens) en de zeldzame kleine heivlinder (Hipparchia statilinus).

### Heide
De Veluwe geldt als het belangrijkste heidegebied in Nederland, met een totale oppervlakte van circa 15.000 ha.
Naast de struikhei (Calluna vulgaris) komen er op de droge heide grassen voor als ruig schapengras (Festuca ovina subsp. hirtula) en fijn schapengras (Festuca filiformis). Op rijkere bodem zijn soorten te vinden als stekelbrem (Genista anglica), hondsviooltje (Viola canina) en liggende vleugeltjesbloem (Polygala serpyllifolia). Plaatselijk komen voor groot zweepmos (Bazzania trilobata) en blauwe bosbes (Vaccinium myrtilus) Hier en daar groeit jeneverbes (Juniperus communis).
Op vochtiger plaatsen is gewone dophei (Erica tetralix) en veenbies (Trichophorum cespitosum subsp. germanicum) te vinden.
Natte heide is zeldzaam op de Veluwe. Hier vinden we beenbreek (Narthecium ossifragum), welriekende nachtorchis (Platanthera bifolia) en gevlekte orchis (Dactylorhiza maculata).
Er zijn enkele grote aaneengesloten heideterreinen op de Veluwe, waaronder allereerst de Oldebroekse Heide en verder de Elspeetsche Heide, het Houtdorperveld, de Hoog Buurlose Heide, het Oud- en Nieuw Reemsterveld, de Renderklippen, het Roozendaalse Veld, en de Rheder- en Worthrhederheide.
Tot de fauna in dit milieu behoren de tapuit, nachtzwaluw, geelgors, boomleeuwerik, roodborsttapuit, draaihals, kommavlinder (Hesperia comma), duinparelmoervlinder (Argynnis niobe), groentje (Callophrys rubi), veldkrekel en zadelsprinkhaan (Ephippiger ephippiger). Ook de zeldzame lentevuurspin (Eresus sandaliatus) komt hier voor.

### Vennen
Op veel plaatsen op de Veluwe liggen vennen. In een aantal vennen vinden we waterveenmos (Sphagnum cuspidatum) en geoord veenmos (Sphagnum denticulatum) en veenbloembies (Scheuchzeria palustris). In sommige vennen vindt hoogveenontwikkeling plaats en kunnen hoogveenveenmos (Sphagnum magellanicum) en wrattig veenmos (Sphagnum papillosum) worden aangetroffen naast bijzondere levermossen en vaatplanten als beenbreek en diersoorten als gentiaanblauwtje, poelkikker en gladde slang. In de vennen die onder invloed van het grondwater staan zoals het Wisselse Veen komen soorten voor als armbloemige waterbies (Eleocharis quinqueflora) en galigaan (Cladium mariscus).

### Bossen
Een zeer groot deel van de Veluwe bestaat uit bos, zowel loofbos, gemengd bos als naaldbos, met als belangrijkste soorten berk, beuk, eik, grove den, larix en lijsterbes.
De oude loofbossen zijn veelal markenbossen die lang als hakhout zijn beheerd. De boomlaag bestaat uit zomereik (Quercus robur) of wintereik (Quercus petraea). Hier en daar komen voor bosanemoon (Anemone nemorosa) en knollathyrus (Lathyrus linifolius). Andere loofbossen bestaan uit beuk, soms met epifyten als de grote runenkorst (Phaeographis inusta), beukenwrat (Thelotrema lepadinum) en bosschotelkorst (Lecanora argentata). Voorbeelden van diersoorten in dit type bos zijn kleine bonte specht, bosuil, glanskop, franjestaart en rosse vleermuis.
Het naaldbos, dat overwegend bestaat uit grove den, en het gemengde bos herbergen talloze paddenstoelen en levermossen. In deze bossen komen als vogels voor onder meer de zwarte specht en de wespendief.
Het vliegend hert (Lucanus cervus) komt voor in de bosranden, houtwallen en eikenlanen.

### Beken
Er lopen tientallen beken door de Veluwe. Sommige hiervan zijn gegraven (sprengen), andere zijn van natuurlijke oorsprong. Aan de sprengenbeken waren vroeger verschillende wateraangedreven  papiermolens gevestigd. Later werden deze watermolens omgebouwd tot wasserij.
De beken bevatten dikwijls schoon water, al is de kwaliteit wel achteruitgegaan. Op veel plekken langs deze beken zijn er voor Nederlandse begrippen bijzondere flora en fauna te vinden: de elrits, het bermpje, de kleine modderkruiper, de onlangs ontdekte endemische beekdonderpad komen naast de kamsalamander en de alpenwatersalamander hier voor.
Voor het beheer van deze beken bestaat sinds 1979 de Stichting tot Behoud van de Veluwse Sprengen en Beken.

## Beheer
Het beheer op de Veluwe is verdeeld over diverse beheereenheden, waarvan de Koninklijke Houtvesterij Het Loo (97 km²) de grootste is.

### Bosbeheer
Veel bos op de Veluwe is in de periode 1895-1920 aangelegd om stuifzand vast te leggen. Rond 1850 was een derde van de Veluwe bedekt met stuifzand, nu omstreeks een procent. Vooral de grove den bleek geschikt om stuifzand vast te leggen.

### Faunabeheer

#### Rasters
In de periode 1895-1932 werden grote delen van de Veluwe afgerasterd, in bijna alle gevallen omdat de eigenaren wilden jagen. De wildstand op de Veluwe was echter zeer laag; aan het kleine formaat van bewaard gebleven hertengeweien uit die tijd is de hoge jachtintensiteit af te lezen. Dus werden er dieren geïmporteerd en uitgezet in omrasterde stukken Veluwe.
In 2000 besloten Gedeputeerde Staten van Gelderland om tot een natuurlijker beheer te komen op de Veluwe
Sindsdien streeft men niet zonder succes naar het verwijderen van zo veel mogelijk hekwerken en andere obstakels.

#### Introductie
Verschillende van de huidige grotere zoogdiersoorten en vogelsoorten op de Veluwe zijn ge(her)introduceerd. Het uitgestorven wild zwijn werd ingevoerd door Prins Hendrik. Hij zette in 1907 wilde zwijnen uit Tsjechië en Mecklenburg uit in Kroondomein Het Loo om de zwijnenjacht te beoefenen. Ze ontsnapten ook regelmatig en zo ontstonden er weer populaties elders op de Veluwe. De hoge zwijnenstand (soms ruim 5500 dieren) leidde soms tot overlast.
Het Edelhert was niet uitgestorven maar op zijn jachtterrein De Hoge Veluwe liet de Rotterdamse handelsman Anton Kröller herten uit Oost-Europa uitzetten. Hij schoot daarbij de resterende autochtone Veluwse herten af, mogelijk omdat hij de bestaande populatie te zwak achtte en wilde vervangen door een gezondere. De nieuwe populatie verzwakte echter eveneens en leefde pas na de Tweede Wereldoorlog weer op door veranderd beheer. Kröller liet ter verhoging van zijn jachtgenot ook moeflons komen uit het Middellandse Zeegebied en kangoeroes uit Australië.
Ook is de raaf met succes opnieuw geïntroduceerd op de Veluwe, er leven inmiddels tientallen exemplaren die ook uitvliegen naar omringende gebieden. Er is geprobeerd om het in Nederland zeer zeldzaam geworden korhoen, dat nog slechts met enkele exemplaren op de Sallandse Heuvelrug voorkomt, op de Veluwe te herintroduceren, maar deze poging is tot nu toe mislukt. Het korhoen was in de voorgaande eeuwen een bekende en algemene verschijning op de Veluwse heidevelden. Staatsbosbeheer heeft besloten om vanaf het voorjaar van 2015 wisenten uit te zetten op de heide, te beginnen op de Midden-Veluwe. In 2019 werd bekend dat er voor het eerst in meer dan anderhalve eeuw weer wolven worden gesignaleerd op de Veluwe, waarna er in juni van dat jaar bekend werd dat er een nest welpen is geboren.

#### Verbindingen
De provincie Gelderland trok 35 miljoen euro uit voor het plan Veluwe 2010, een grootschalig natuurontwikkelingsprogramma met als doel het realiseren van enkele ecologische verbindingszones. Hierdoor zouden geïsoleerde populaties met elkaar verbonden raken, waardoor men de genetische diversiteit en daarmee de overlevingskansen zou helpen vergroten. Een voorbeeld van Veluwe 2010 is het project Renkums Beekdal. Ook werden er verbindingen buiten de Veluwe gezocht: er bestonden plannen voor ecologische verbindingszones richting de Oostvaardersplassen en richting Duitsland. Er werd gestreefd naar genetische uitwisseling van de edelherten op de Veluwe en die in Duitsland en in de Oostvaardersplassen.

## Menselijke bewoning
In de prehistorie was de Veluwe al bewoond, op diverse plaatsen zijn raatakkers en grafheuvels gevonden. In 2010 zijn onverwachts sporen gevonden van een 12e-eeuwse nederzetting te midden van de stuifzanden van Nationaal Park De Hoge Veluwe.
In de middeleeuwen leidde ontbossing en intensieve landbouw door de arme bevolking ertoe dat de bodem erodeerde en er steeds groter wordende zandverstuivingen ontstonden. Er was sprake van woestijnvorming. De bevolking trok weg. Pas in het begin van de 20e eeuw kwam er een project op gang van grootschalige bosaanleg (dennen t.b.v. de mijnbouw in Limburg). Was eerst nog maar 30% van de Veluwe bebost, nu is dat 70%.
Op de Veluwe zelf (het bosgebied) liggen slechts enkele dorpen en wonen op een oppervlakte van 912 km² circa 13.900 mensen, zodat het gebied, met slechts 15,2 inwoners per km², voor Nederlandse begrippen uitzonderlijk dunbevolkt is. Deze dorpen leefden van de landbouw die op de schrale zandgronden mogelijk was. In een straal van 10 km buiten dit gebied wonen echter enkele honderdduizenden mensen, in onder meer steden als Arnhem, Apeldoorn, Harderwijk, Ede en Barneveld. Veel van deze kernen zijn sinds 1960 sterk gegroeid.
De Veluwe is in godsdienstig opzicht een protestantse streek. Er is een tweedeling zichtbaar tussen enerzijds de noordelijke en westelijke helft van de Veluwe, die een overwegend reformatorisch karakter heeft, en anderzijds de oostelijke en zuidelijke helft van de Veluwe, die overwegend gematigd tot niet-gelovig is. Het noorden en westen van de Veluwe maken deel uit van de Bijbelgordel die zich uitstrekt van het noorden van Overijssel tot in Zeeland.

## Economie

### Visserij
Aan de Zuiderzeekust lagen enkele belangrijke vissershavens, met name Harderwijk en Elburg. Deze bedrijfstak, die door de eeuwen heen steeds honderden vissers een nering had geboden, hield op te bestaan na de afsluiting van de Zuiderzee met de Afsluitdijk en de inpoldering van Flevoland.

### Industrie
Sinds de 17e eeuw werden met behulp van waterkracht papiermolens aangedreven. Ook voor de papierfabricage zelf was veel zuiver water nodig. Dit werd geleverd door de sprengen. Papierpulp werd verkregen door het vermalen van lompen. Zie De Middelste Molen (Loenen).
Later concentreerde de papierfabricage zich in Renkum (Zuid-Veluwe) en Eerbeek (Oost-Veluwe).

### Toerisme
Het toerisme is op de Veluwe sterk ontwikkeld. De provincie Gelderland wenst de verblijfsrecreatie steeds meer te concentreren langs/in de minder kwetsbare randen van het gebied. Hiermee probeert men de grote druk van de recreatie op de natuur te verkleinen. Verschillende recreatiebedrijven in het centrum van de Veluwe en een kazerneterrein bij Nunspeet zijn weer aan de natuur teruggegeven. De overgebleven recreatiebedrijven worden daarbij zoveel mogelijk gemoderniseerd en aangepast aan de wensen van de huidige tijd.

## Kunst
Tussen 1860 en 1870 werd Oosterbeek wel het Hollandse Barbizon genoemd; de groep schilders die er werkten worden wel aangeduid als de 'Oosterbeekse school'. 
Tussen 1870 en 1950 trokken veel kunstenaars naar de Noord-Veluwe om daar te schilderen in de natuur en in de vissersplaatsjes Elburg en Harderwijk. Ze vestigden zich met name in Nunspeet, dat een kunstenaarsdorp werd. Bekende namen zijn Herman van der Weele, Arthur Briët, Jan van Vuuren, Marie Wandscheer en Willy Martens. Het Noord-Veluws Museum herinnert aan die periode. Ook in Renkum en Heelsum woonden kunstenaars; zij werkten vanaf 1902 samen in het genootschap Pictura Veluvensis.
Daarnaast nam de kunstverzamelaar Helene Kröller-Müller het initiatief tot de bouw van een museum op haar landgoed De Hoge Veluwe. Ten gevolge van de economische wereldcrisis kon ze haar plannen niet realiseren, waarna de Nederlandse staat in haar plaats het Kröller-Müller Museum bouwde in Otterlo.

## Veluws
Veluws is een Nedersaksisch dialect dat op de Veluwe wordt gesproken. Het kent twee onderverdelingen van het hoofddialect, namelijk het West- en het Oost-Veluws. Deze twee dialecten lijken op elkaar, maar verschillen in grammatica wel enigszins.

## Etymologie
Veluwe is een afleiding van het Germaanse "falwa" (vaal, bleek). In de zin van "braakliggend land" heeft het woord een Engelse tegenhanger in "fallow lands" en staat het eventueel in tegenstelling tot het vruchtbare "goede land" Betuwe (PIE "bhad" = "goed") in het zuiden.

## Trivia
- Het volkslied van de provincie Gelderland (1941) van C.J.C. Geerlings bezingt achtereenvolgens de Veluwe, de Betuwe en de Graafschap.

## Documentaire
- Professors op pad, aflevering: de Veluwe (Max; 15-02-2019)[13]

Aamsveen (gebiedsnummer 55)
· Abdij Lilbosch & voormalig Klooster Mariahoop (151)
· Abtskolk & De Putten (162)
· Achter de Voort, Agelerbroek & Voltherbroek (47)
· Arkemheen (56) 
· Bakkeveense Duinen (17)
· Bargerveen (33)
· Bekendelle (63)
· Bemelerberg & Schiepersberg (156)
· Bergvennen & Brecklenkampse Veld (46)
· Biesbosch (112)
· Binnenveld (voorheen Bennekomse Meent) (65)
· Boddenbroek (52)
· Het Bossche Broek (132)
· Boetelerveld (41)
· Boezems Kinderdijk (106)
· Borkeld (44)
· Boschhuizerbergen (144)
· Botshol (83)
· Brabantse Wal (128)
· Broekvelden, Vettenbroek & Polder Stein (104)
· Bruine Bank (168)
· Brunssummerheide (155)
· Bunder- en Elslooërbos (153)
· Buurserzand & Haaksbergerveen (53)
· Canisvlietse Kreek (125)
· Coepelduynen (96)
· De Bruuk (69)
· Deelen (14)
· De Alde Feanen (13)
· De Wilck (102)
· Deurnsche Peel & Mariapeel (139) 
· Dinkelland (49)
· Doggersbank (164)
· Donkse Laagten (107)
· Drents-Friese Wold & Leggelderveld (27)
· Drentsche Aa-gebied (25)
· Drouwenerzand (26)
· Duinen Ameland (5) 
· Duinen Den Helder-Callantsoog (84)
· Duinen en Lage Land Texel (2) 
· Duinen Goeree & Kwade Hoek (101) 
· Duinen Schiermonnikoog (6) 
· Duinen Terschelling (4) 
· Duinen Vlieland (3) 
· Dwingelderveld (30)
· Eemmeer & Gooimeer Zuidoever (77)
· Eilandspolder (89)
· Elperstroomgebied (28)
· Engbertsdijksvenen (40) 
· Fochteloërveen (23)
· Friese Front (166)
· Gelderse Poort (67)
· Geleenbeekdal (154)
· Geuldal (157)
· Grensmaas (152)
· Grevelingen (115)
· Groot Zandbrink (80)
· Groote Gat (124)
· Groote Peel (140) 
· Groote Wielen (9)
· Haringvliet (109)
· Holtingerveld (29)
· Hollands Diep (111)
· IJsselmeer (72)
· Ilperveld, Varkensland, Oostzanerveld & Twiske (92)
· Kampina & Oisterwijkse Vennen (133)
· Kempenland-West (135)
· Kennemerland-Zuid (88)
· Ketelmeer & Vossemeer (75)
· Klaverbank (165)
· Kolland en Overlangbroek (81)
· Kop van Schouwen (116)
· Korenburgerveen (61)
· Krammer-Volkerak (114)
· Kunderberg (158)
· Landgoederen Brummen (58)
· Landgoederen Oldenzaal (50)
· Langstraat (130)
· Lauwersmeer (8)
· Leekstermeergebied (19)
· Leenderbos, Groote Heide & De Plateaux (136)
· Lemselermaten (48)
· Lepelaarplassen (79)
· Leudal (147)
· Liefstinghsbroek (21)
· Lingegebied en Diefdijk Zuid (70)
· Loevestein, Pompveld & Kornsche Boezem (71)
· Lonnekermeer (51)
· Leemkuilen (131)
· Loonse en Drunense Duinen (131)
· Maasduinen (145)
· Maas bij Eijsden (167)
· Manteling van Walcheren (117)
· Mantingerbos (31)
· Mantingerzand (32)
· Markermeer & IJmeer (73)
· Markiezaat (127)
· Meijendel & Berkheide (97)
· Moerputten (132)
· Meinweg (149)
· Naardermeer (94)
· Nieuwkoopse Plassen & De Haeck (103)
· Noorbeemden & Hoogbos (161)
· Noordhollands Duinreservaat (87)
· Noordzeekustzone (7) 
· Norgerholt (22)
· Oeffelter Meent (141)
· Olde Maten & Veerslootslanden (37)
· Oostelijke Vechtplassen (95)
· Oosterschelde (118)
· Oostvaardersplassen (78)
· Oude Maas (108)
· Oudegaasterbrekken, Fluessen en omgeving (10)
· Oudeland van Strijen (110)
· Polder Westzaan (91)
· Polder Zeevang (93)
· Regte Heide & Riels Laag (134)
· Roerdal (150)
· Rottige Meenthe & Brandemeer (18)
· Sallandse Heuvelrug (42)
· Sarsven en De Banen (146)
· Savelsbos (160)
· Schoorlse Duinen (86)
· Sint-Jansberg (142)
· Sint Pietersberg & Jekerdal (159)
· Sneekermeergebied (12)
· Solleveld & Kapittelduinen (99)
· Springendal & Dal van de Mosbeek (45)
· Stelkampsveld (60)
· Strabrechtse Heide & Beuven (137)
· Swalmdal (148)
· Teeselinkven (59)
· Uiterwaarden IJssel (38)
· Uiterwaarden Lek (82)
· Uiterwaarden Neder-Rijn (66)
· Uiterwaarden Waal (68)
· Uiterwaarden Zwarte Water en Vecht (36)
· Ulvenhoutse Bos (129)
· Van Oordt's Mersken (15)
· Vecht- en Beneden-Reggegebied (39)
· Veerse Meer (119)
· Veluwe (57)
· Veluwerandmeren (76)
· Vlakte van de Raan 163)
· Vlijmens Ven (132)
· Vogelkreek (126)
· Voordelta (113) 
· Voornes Duin (100) 
· Waddenzee (1) 
· Weerribben (34)
· Weerter- en Budelerbergen & Ringselven (138)
· Westduinpark & Wapendal (98)
· Westerschelde & Saeftinghe (122)
· Wieden (35)
· Wierdense Veld (43)
· Wijnjeterper Schar (16)
· Willinks Weust (62)
· Witte en Zwarte Brekken (11)
· Witte Veen (54)
· Witterveld (24) 
· Wooldse Veen (64)
· Wormer- en Jisperveld & Kalverpolder (90)
· Yerseke en Kapelse Moer (121)
· Zeldersche Driessen (143)
· Zoommeer (120)
· Zouweboezem (105)
· Zuidlaardermeergebied (20)
· Zwanenwater & Pettemerduinen (85)
· Zwarte Meer (74)
· Zwin & Kievittepolder (123)
Oost-Groningen · Delfzijl en omgeving · Overig Groningen · Noord-Friesland · Zuidwest-Friesland · Zuidoost-Friesland · Noord-Drenthe · Zuidoost-Drenthe · Zuidwest-Drenthe · Noord-Overijssel · Zuidwest-Overijssel · Twente · Veluwe · Achterhoek · Arnhem/Nijmegen · Zuidwest-Gelderland · Utrecht · Kop van Noord-Holland · Alkmaar en omgeving · IJmond · Agglomeratie Haarlem · Zaanstreek · Groot-Amsterdam · Het Gooi en Vechtstreek · Agglomeratie Leiden en Bollenstreek	 · Agglomeratie 's-Gravenhage · Delft en Westland · Oost-Zuid-Holland · Groot-Rijnmond · Zuidoost-Zuid-Holland · Zeeuws-Vlaanderen · Overig Zeeland · West-Noord-Brabant · Midden-Noord-Brabant · Noordoost-Noord-Brabant · Zuidoost-Noord-Brabant · Noord-Limburg · Midden-Limburg · Zuid-Limburg · Flevoland